# Émile Bongiorni
Émile Bongiorni (Boulogne-Billancourt, 19 marzo 1921 – Superga, 4 maggio 1949) è stato un calciatore francese, di ruolo attaccante.

## Caratteristiche tecniche
Centravanti non molto alto ma fisicamente robusto, faceva della forza fisica e del tiro potente e preciso le sue armi migliori, che lo accreditarono come uno dei migliori attaccanti del panorama francese. All'occorrenza era in grado di disimpegnarsi anche negli altri ruoli dell'attacco.

## Carriera
Nato in Francia da famiglia di origini piacentine, esordì nel 1938 nelle file del CA Paris, con cui mise a segno 18 reti in 37 partite.
Dopo la fine della seconda guerra mondiale si trasferì al Racing Club Paris, militandovi per tre stagioni di Division 1 (con 43 reti realizzate) e conquistando la Coppa di Francia nel 1945. Entra anche nel giro della nazionale francese, con cui disputa cinque partite.
Nel 1948, dopo una difficile trattativa, fu ingaggiato dal Torino campione d'Italia. Si pensava a lui come al successore di Guglielmo Gabetto, il più anziano della squadra; tuttavia, complici le prestazioni del centravanti torinese e i problemi di adattamento al calcio italiano, non riuscì a ritagliarsi un posto da titolare. Esordì in Serie A il 19 dicembre 1948, nel pareggio per 0-0 sul campo della Fiorentina, e nel campionato 1948-1949 totalizzò 8 presenze con 2 reti, contro Palermo e Atalanta. Il 3 maggio 1949 segnò nell'ultima gara giocata dalla compagine granata prima della sciagura area contro i portoghesi del Benfica, in una gara non ufficiale. Essendo una gara amichevole, erano ammesse le sostituzioni (non ancora permesse nelle partite ufficiali). Bongiorni subentrò a Gabetto, che aveva subito un colpo al ginocchio in un contrasto, e segnò il gol del momentaneo 3-2, accorciando le distanze, con un tiro potente e preciso, che si insaccò sotto la traversa.
Di ritorno dal Portogallo, morì prematuramente con i suoi compagni di squadra, in quella che è conosciuta come Tragedia di Superga, il 4 maggio 1949. È stato sepolto nel cimitero di Fontenay-sous-Bois.

## Palmarès

### Club

#### Competizioni nazionali
- Coppa di Francia: 1

RC Paris: 1944-1945
- Campionato italiano: 1

Torino: 1948-1949